# Краківська Академія театрального мистецтва імені Станіслава Виспянського
Краківська Академія театрального мистецтва імені Станіслава Виспянського - навчальний заклад, заснований у 1946 р. в Кракові, котрий навчає майбутніх акторів та режисерів.

## Історія
Державну драматичну школу в Кракові було створено шляхом злиття трьох незалежних акторських курсів, два з котрих належали до краківських театрів: театру ім. Юліуша Словацького та Старого Театру. Першим ректором школи був Юліуш Остерва.
У 1949 році назву було змінено на Державну вищу акторську школу, а у 1955 році — на Вищу театральну школу ім. Людвіга Сольського.
З 1 жовтня 2017 року заклад носить назву: Краківська Академія театрального мистецтва ім. Станіслава Виспянського. Натомість ім'я Людвіга Сольського носить акторський факультет цієї академії в Кракові.

## Факультети
- Акторський у Кракові
- Акторський у Вроцлаві
- Драматичної режисури в Кракові
- Театру танцю в Битомі
- Лялькарський у Вроцлаві (створено у 1972 році)

## Ректори
- 1953—1963: проф. Тадеуш Бурнатович
- 1963—1968: проф. Броніслав Домбровський
- 1968—1972: проф. Євгеніуш Фульде
- 1972—1981: проф. Єжи Красовський
- 1981—1984: проф. Данута Міхаловська
- 1984—1990: проф. Єжи Треля
- 1990—1996: проф. Єжи Штур
- 1996—2002: проф. Яцек Попель
- 2002—2008: проф. Єжи Штур
- 2008—2016: проф. Ева Кутрись
- з 01.09.2016 року: проф. Дорота Сеґда